# فرد دورست
فرد دورست (بالإنجليزية: Fred Durst) هو فنان وشموم ‏ وعازف قيثارة وموسيقي ومغني ومنتج أسطوانات ومغن مؤلف ومخرج وممثل أمريكي، ولد في 20 أغسطس 1970 في جاكسونفيل في الولايات المتحدة.

## أعمال

### أفلام
- (2001) زولاندر[8]

### مسلسلات
- هاوس

## وصلات خارجية
- الموقع الرسمي
- فرد دورست على موقع IMDb (الإنجليزية)
- فرد دورست على موقع ميتاكريتيك (الإنجليزية)
- فرد دورست على موقع روتن توميتوز (الإنجليزية)
- فرد دورست على موقع ألو سيني (الفرنسية)
- فرد دورست على موقع ميوزك برينز (الإنجليزية)
- فرد دورست على موقع أول موفي (الإنجليزية)
- فرد دورست على موقع قاعدة بيانات الأفلام السويدية (السويدية)
- فرد دورست على موقع إن إن دي بي (الإنجليزية)
- فرد دورست على موقع أول ميوزيك (الإنجليزية)
- فرد دورست على موقع ديسكوغز (الإنجليزية)